# Clark Bridge
Die Clark Bridge ist eine Schrägseilbrücke über den Mississippi River von Alton in Illinois nach West Alton in Missouri. Die Brücke, die ebenso wie das Vorgängerbauwerk nach dem Entdecker William Clark benannt wurde, ist 1994 eröffnet worden. Über die Brücke verläuft der U.S. Highway 67, der hier in südlicher Richtung in die Metropolregion um St. Louis eintritt.
Die 32 m breite neue Brücke löste die 1928 fertiggestellte nur 6,1 m breite Old Clark Bridge ab, die parallel zur Alton Bridge verlief. Die neue Brücke ist vierstreifig ausgebaut und hat zudem noch pro Richtung einen Fahrradstreifen.

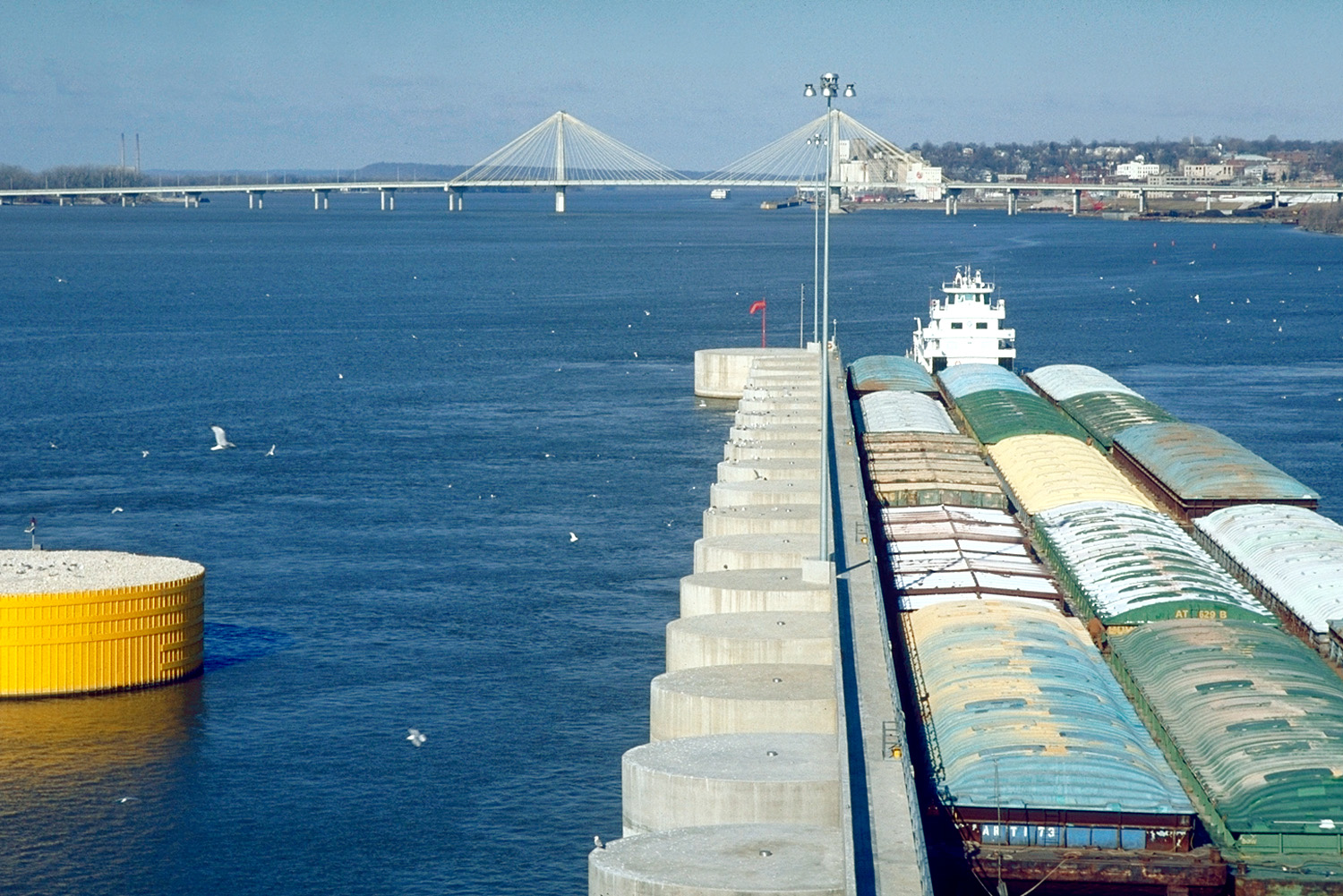
Blick von Nordwesten auf die Clark Bridge
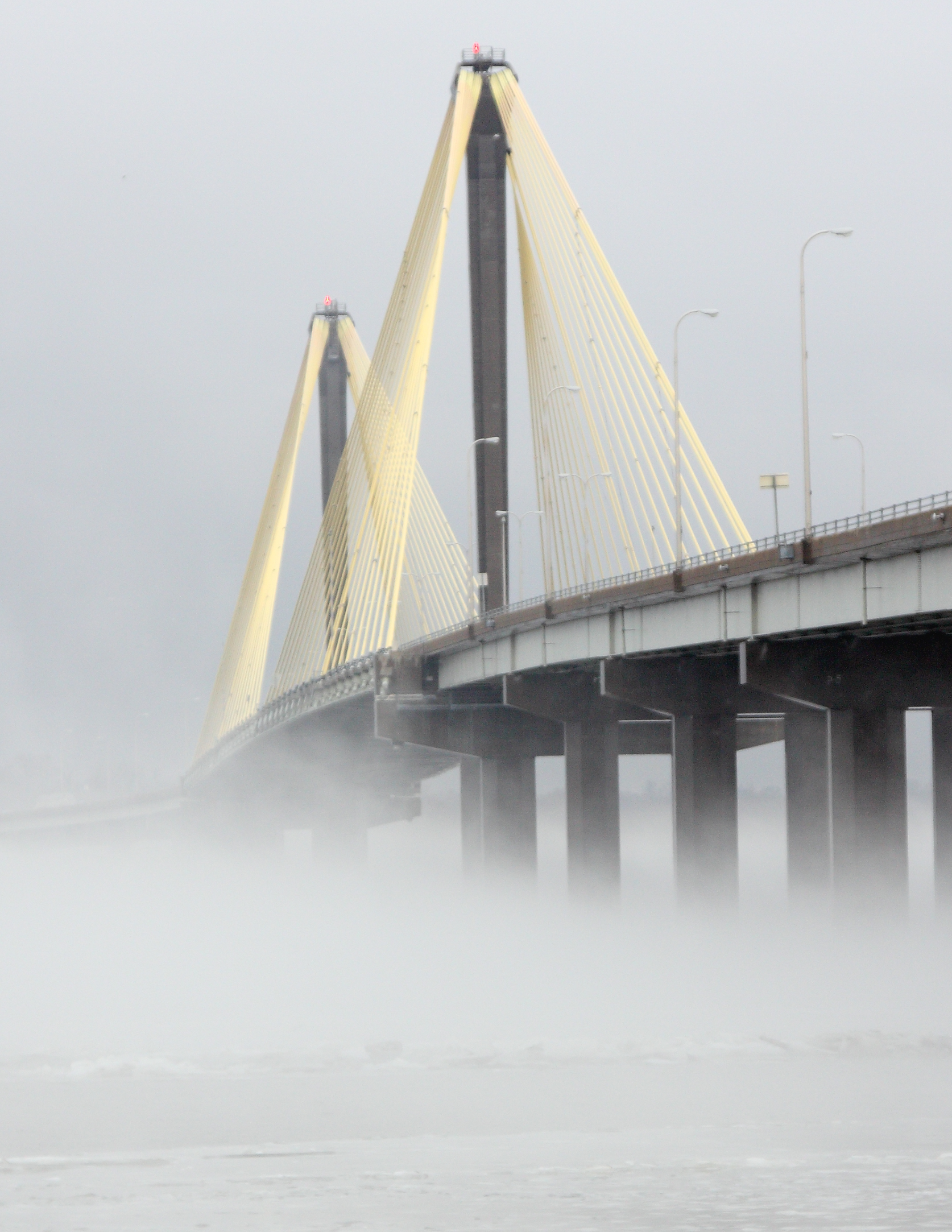
Die Clark Bridge von Missouri aus
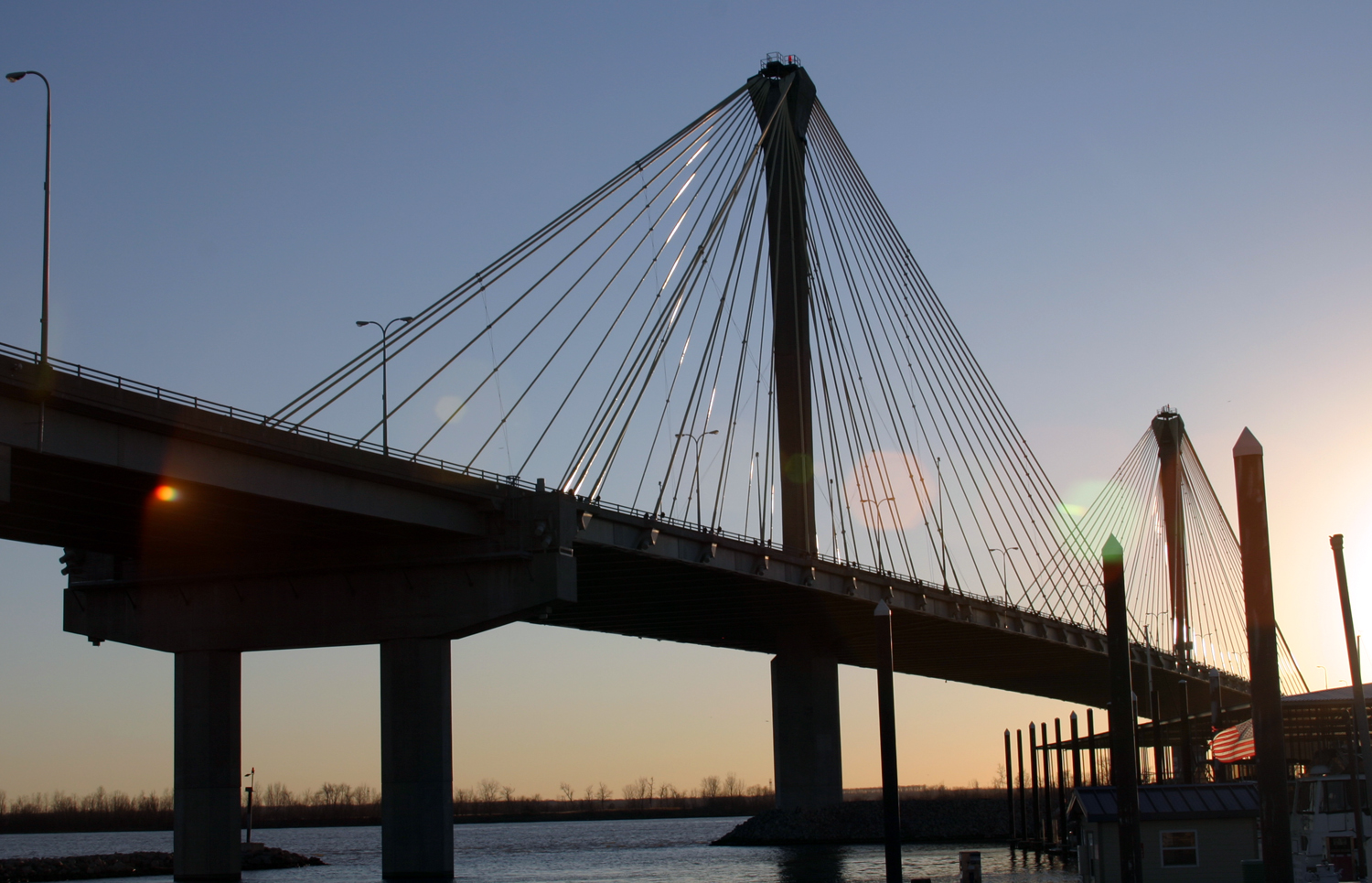
Die Clark Bridge von der Marina in Alton
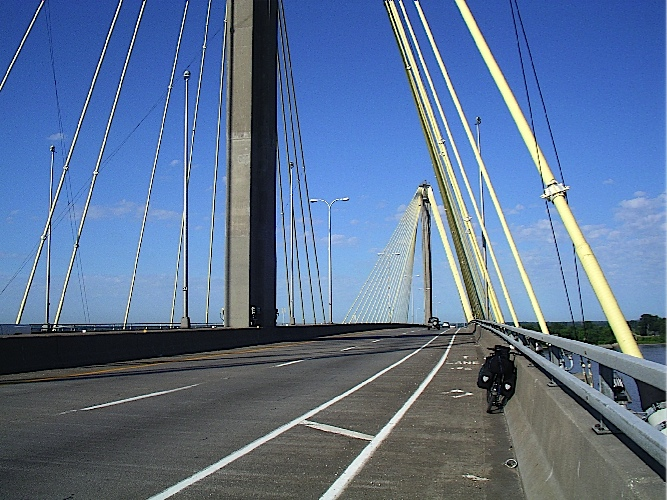
Die Clark Bridge hat zwei Fahrstreifen und einen Fahrradstreifen pro Richtung